# 미오포룸족
미오포룸족(myoporum族, 학명: Myoporeae 미오포레아이[*])은 현삼과의 족이다. 주로 오스트레일리아에서 발견되는 속씨식물 족이다.
이전에는 별도의 과인 미오포룸과(Myoporaceae)로 분류했으나, 최근의 식물 분류 체계는 현삼과의 일부로 간주하고 있다.

## 하위 분류
- Bontia L.
- Calamphoreus Chinnock
- Diocirea Chinnock
- Eremophila R.Br.
- Glycocystis Chinnock
- Myoporum Banks & Sol. ex G.Forst.